# Soutelo do Douro
Soutelo do Douro es una freguesia portuguesa situada en el municipio de São João da Pesqueira. Según el censo de 2021, tiene una población de 372 habitantes.
La localidad ocupa el extremo norte del municipio de São João de Pesqueira, lindando con Alijó y Carrazeda de Ansiães. Está situada a unos 8 km de la sede municipal y a 5 km del río Duero, del que toma el nombre.
El documento más antiguo que hace referencia a esta tierra, entonces también llamada Souselo, es de 1295. Fue un concelho independiente desde el siglo XIV hasta 1830, quedando integrada desde entonces en el de São João de Pesqueira.
En el patrimonio histórico-artístico de la freguesia destacan el pelourinho manuelino; el ayuntamiento y la cárcel municipal anexa, con escudo de la reina Doña María I; la iglesia parroquial (destruida por un incendio en 2002 y posteriormente reconstruida), y la fuente de la Plaza, centro de la vida comunitaria.